# 아동권리보장원
아동권리보장원(National Center for the Rights of the Child)은 보건복지부장관이 아동정책에 대한 종합적인 수행과 아동복지 관련 사업의 효과적인 추진을 위하여 필요한 정책의 수립을 지원하고 사업평가 등의 업무를 수행하는 보건복지부 산하 공공기관(기타공공기관)이다. 2019년 7월 16일 설립되었다. 서울 중구 세종대로22길 12에 있다.

## 설립 근거
- 아동복지법 제10조의2[1]

## 아동복지법에 따른 주요 기능
- 아동정책 수립을 위한 자료개발 및 정책분석
- 제7조의 기본계획 수립 및 제8조제2항의 시행계획 평가 지원
- 제10조의 위원회 운영 지원
- 제11조의2의 아동정책영향평가 지원 및 위탁수행
- 제15조, 제15조의2, 제15조의3, 제16조, 제16조의2의 아동보호서비스에 대한 기술지원
- 아동학대의 예방과 방지를 위한 제22조제3항 각 호의 업무
- 가정위탁사업 활성화 등을 위한 제48조제6항 각 호의 업무
- 지역 아동복지사업 및 아동복지시설의 원활한 운영을 위한 지원
- 「입양특례법」에 따른 국내입양 활성화 및 입양 사후관리를 위한 각 호의 업무
- 아동 관련 조사 및 통계 구축
- 아동 관련 교육 및 홍보
- 아동 관련 해외정책 조사 및 사례분석
- 제4조제6항에 따른 「아동의 권리에 관한 협약」에서 규정한 아동의 권리 및 복지 증진 등을 위하여 필요한 시책의 수립ㆍ시행 및 이에 필요한 교육과 홍보
- 제37조제1항에 따른 통합서비스지원사업의 운영지원
- 제40조에 따른 자립지원 관련 데이터베이스 구축 및 운영, 자립지원 프로그램의 개발 및 보급, 사례관리 등
- 제43조제1항에 따른 자산형성지원사업의 운영
- 그 밖에 이 법 또는 다른 법령에 따라 보건복지부장관, 국가 또는 지방자치단체로부터 위탁받은 업무

## 연혁
- 2018년 12월 27일 '아동권리보장원' 설립 「아동복지법」 국회 통과
- 2019년 1월 15일 '아동권리보장원' 설립 「아동복지법」 개정안 공포
- 2019년 2월 7일 '아동권리보장원' 설립추진단 설치
- 2019년 3월 12일 '아동권리보장원' 설립위원회 발족
- 2019년 6월 28일 '아동권리보장원' 창립 총회
- 2019년 7월 16일 ‘아동권리보장원’ 출범 및 1차 통합 (중앙입양원, 아동자립지원단, 드림스타트사업지원단, 실종아동전문기관)
- 2020년 1월 1일 ‘아동권리보장원’ 2차 통합 및 완료 (중앙아동보호전문기관, 지역아동센터중앙지원단, 중앙가정위탁지원센터, 디딤씨앗지원사업단)
- 2020년 1월 6일 ‘아동권리보장원’ 윤혜미 초대 원장 임명
- 2020년 1월 29일 기획재정부 고시에 따른 '기타공공기관' 지정
- 2020년 8월 26일 ‘2020 대한민국 신뢰받는 공공혁신 대상’ 「사회책임」부문 수상
- 2021년 1월 1일 '다함께돌봄사업지원단' 업무 이관
- 2021년 8월 5일 아동권리보장원 고객헌장 선포
- 2022년 1월 3일 아동권리보장원 인권경영헌장 선포
- 2022년 5월 4일 제100회 어린이날 기념식 개최
- 2022년 5월 5일 대한민국 아동권리 100년사 편찬
- 2022년 5월 27일 「대한민국 아동권리역사관」 개관
- 2023년 4월 17일 제2대 정익중 원장 취임

## 아동권리보장원 설립 추진 경과
- 2018년 12월 27일 '아동권리보장원' 설립에 대한「아동복지법」국회 통화
- 2019년 1월 15일  '아동권리보장원' 설립내용의「아동복지법」개정법률 공포
- 2019년 2월 7일   '아동권리보장원 설립추진단' 설치
- 2019년 3월 12일  '아동권리보장원 설립위원회' 발족
- 2019년 5월 23일  포용국가 아동정책 '아동에 대한 국가 책임 확대' 선언
- 2019년 6월 28일  '아동권리보장원' 창립(발기인)총회 개최
- 2019년 7월 16일  '아동권리보장원' 출범, 4개 기관 통합(드림스타트사업지원단, 아동자립지원단, 중앙입양원, 실종아동전문기관)
- 2020년 1월 1일  4개 기관 통합(디딤씨앗사업지원단, 중앙가정위탁지원센터, 중앙아동보호전문기관, 지역아동센터중앙지원단)

## 조직

### 원장
- 초대: 윤혜미(2020.1.6~2023.1.5)
- 2대: 정익중(2023.4.17~)

#### 부원장
- 초대: 김혜선(2020.2.17~2022.12.4)
- 2대: 고금란(2022.12.5~)

##### 경영전략본부
- 전략기획부
- 경영지원부

##### 아동권리정책본부
- 권리지원부
- 정책연구부

입양사업본부
- 입양실무지원부
- 입양정보공개지원부
- 가정형보호지원부

##### 아동보호본부
- 보호지원부
- 학대예방기획부
- 학대예방지원부

##### 아동지원본부
- 발달지원부
- 자립지원부